# Taiwan Open 1988
Il Taiwan Open 1988 è stato un torneo di tennis giocato sul cemento. È stata la 3ª edizione del torneo, che fa parte della categoria Tier V nell'ambito del WTA Tour 1988. Si è giocato a Taipei in Taiwan, dal 18 al 24 aprile 1988.

## Campionesse

### Singolare
Stephanie Rehe ha battuto in finale  Brenda Schultz con il punteggio di 6–4, 6–4

### Doppio
Patty Fendick /  Ann Henricksson hanno battuto in finale  Belinda Cordwell /  Julie Richardson con il punteggio di 6–2, 2–6, 6–2